# The Four Horsemen (wrestling)
 For alternative betydninger, se The Four Horsemen. (Se også artikler, som begynder med The Four Horsemen)
The Four Horsemen var en gruppe wrestlere i National Wrestling Alliance og senere i World Championship Wrestling, der eksisterede i en forskellige inkarnationer mellem 1986 og 1999. Gruppen, der altid bestod af fire medlemmer, havde dog Ric Flair og Arn Anderson som faste medlemmer, og den oprindelige gruppe bestod desuden også af Ole Anderson og Tully Blanchard. I 2012 blev gruppen (Ric Flair, Arn Anderson, Tully Blanchard, Barry Windham og J.J. Dillon) indsat i WWE Hall of Fame. 

## Medlemmer
1986-1987
- De fire originale medlemmer, Ric Flair, Arn Anderson, Ole Anderson og Tully Blanchard, erobrede stort set alle titler i NWA og kæmpede bl.a. mod Dusty Rhodes og The Roadwarriors.

1987-1988
- Ole Anderson blev smidt ud til fordel for Lex Luger, da han kostede ham og Arn Anderson NWA World Tag Team Championship. Lex Luger beskyldte gruppens manager for tabet af hans nyligt vundet NWA United States Heavyweight Title og blev derfor hurtigt smidt ud igen. Barry Windham teamede op med Lex Luger for at kæmpe mod The Four Horsemen, men kun for at afsløre sig selv som det fjerde medlem. 1988 blev det bedste år for The Four Horsemen og de holdt alle NWA's store titler. Ric Flair var World Heavyweight Champion, Barry Windham var US Champion og Arn Anderson og Tully Blanchard var World Tag Team Champions. I september 1988 forlod Arn Anderson og Tully Blanchard NWA til fordel for World Wrestling Federation, og selvom NWA prøvede at gendanne gruppen var en opløsning uopnåelig.

1989-1991
- I december 1989 blev The Four Horsemen gendannet i NWA og var meget populære blandt fans. Gruppen bestod af Ric Flair, Arn Anderson, Ole Anderson og Sting. Sting udfordrede dog Ric Flair til en VM-titelkamp, og det fik gruppen til at vende sig imod ham. The Four Horsemen kæmpede nu mod Sting, Lex Luger og Steiner Brothers. I maj 1990 blev Ole Anderson gruppens manager og de to ledige pladser blev overtaget af Barry Windham og Sid Vicious. Denne inkarnation holdt et år indtil Sid Vicious og Ric Flair skiftede til World Wrestling Federation.

1993
- Ric Flair vendte tilbage til World Championship Wrestling i marts 1993 og gendannede gruppen sammen med Arn Anderson og Paul Roma. Inden opløsning allerede i december 1993 nåede gruppen ikke at finde et fjerde medlem, og Paul Roma gik imod Arn Anderson.

1995-1997
- For første gang nogensinde gik Ric Flair og Arn Anderson imod hinanden og mødtes i en kamp ved Fall Brawl 1995. Arn Anderson vandt lidt overraskende med hjælp fra Brian Pillman. I de efterfølgende uger tiggede og bad Ric Flair om Sting's hjælp. Sting nægtede, da han ikke stolede på sin ærkerival. Ric Flair beviste dog sit værd i Monday Nitro i september 1995 og kæmpede alene mod Arn Anderson og Brian Pillman, hvilket fik Sting til gå med til en kamp. Ved Halloween Havoc 1995 kæmpede Sting så alene mod Arn Anderson og Brian Pillman, da Ric Flair angiveligt var blevet skadet af de to tidligere på aftenen. Ric Flair ankom dog senere i kampen og gik i flæsket på Sting. Ric Flair, Arn Anderson og Brian Pillman signalerede gendannelsen af The Four Horsemen. Den sidste plads fik Chris Benoit og de fire kæmpede bl.a. mod Hulk Hogan, Randy Savage, Sting, Lex Luger og Dungeon of Doom. I juni 1996 erstattede kommentator og tidligere fodboldspiller, Steve McMichael, Brian Pillman som medlem. I august 1997 blev Arn Anderon skadet og Curt Hennig fik hans plads. Hennig vendte sig dog hurtigt mod gruppen og The Four Horsemen blev opløst af Ric Flair.

1998-1999
- I september 1998 blev The Four Horsemen gendannet for en sidste gang. Denne gang bestod gruppen af Ric Flair, Chris Benoit, Steve McMichael, Dean Malenko og Arn Anderson som manager. Steve McMichael forlod i 1999 wrestlingverdenen og derefter blev Benoit og Malenko utilfredse med Flairs måde at styre gruppen på. I maj 1999 blev gruppen opløst for sidste gang.

## Betydning
De fire originale horsemen udviklede og populariserede idéen med grupper af heel-wrestlere. Hvis det ikke havde været for IV Horsemen, ville der ikke have været New World Order (nWo), D-Generation X eller Evolution ifølge WWE's kommentator Jim Ross. I 2003 startede der rygter om, at Ric Flair var i gang med at gendanne IV Horsemen i World Wrestling Entertainment sammen med Triple H, Randy Orton og Batista. Gruppen blev dannet, men under navnet Evolution. Evolution fungerede dog på samme måde som IV Horsemen og dominerede WWE, men det var til gengæld Triple H, der fungerede som leder, og ikke Ric Flair. Da Ric Flair kom til Total Nonstop Action Wrestling (TNA) i 2010, dannede han heel-gruppen Fourtune, der også var designet efter IV Horsemen. 